# スプリート
スプリート（Supreeth）は、インドのテルグ語映画で活動する俳優。代表作には『Chhatrapati』『あなたがいてこそ』があり、主に悪役を演じる助演俳優として知られている。

## キャリア
幼少期から映画に興味を持ち、俳優になる以前はバレーボール選手をしていた。2002年に『Jayam』のオーディションに合格して俳優デビューする。2003年にパワン・カリヤーンの監督デビュー作『Johnny』に出演し、2004年にはS・S・ラージャマウリの『Sye』に出演し、役作りのためにラグビーの訓練を受けた。2005年に出演した『Chhatrapati』では、当初主演を務めるプラバースの友人役に起用されていたが、後に悪役に変更された。同作での演技を高く評価され、これ以降悪役を多く演じるようになった。2008年にA・R・ムルガダースの『Ghajini』でアーミル・カーンと共演し、2012年には『Vikramarkudu』のリメイク作『Rowdy Rathore』に出演した。

## 家族
プリヤンカーと結婚し、彼女との間に2人の息子をもうけている。

## フィルモグラフィー
- Jayam（2002年）
- Johnny（2003年）
- Andhrawala（2004年）
- Sye（2004年）
- Chhatrapati（2005年）
- Ashok（2006年）
- Stalin（2006年）
- Sri Mahalakshmi（2007年）
- Dhee（2007年）
- Dubai Seenu（2007年）
- Toss（2007年）
- Don（2007年）
- Victory（2008年）
- Ontari（2008年）
- Ready（2008年）
- Bujjigadu（2008年）
- Neninthe（2008年）
- Ghajini（2008年）
- Billa（2009年）
- Bumper Offer（2009年）
- Adhurs（2010年）
- Bindaas（2010年）
- Ragada（2010年）
- あなたがいてこそ（2010年）
- ブリンダーヴァナム 恋の輪舞（2010年）
- Boss（2011年）
- Mirapakay（2011年）
- Dongala Mutha（2011年）
- Prema Kavali（2011年）
- Dookudu（2011年）
- Rajanna（2011年）
- Ishq（2012年）
- Rowdy Rathore（2012年）
- Nippu（2012年）
- Srimannarayana（2012年）
- Rebel（2012年）
- Mirchi（2013年）
- バードシャー テルグの皇帝（2013年）
- Shadow（2013年）
- Greeku Veerudu（2013年）
- Balupu（2013年）
- Bhai（2013年）
- ザ・フェイス（2014年）
- Bhimavaram Bullodu（2014年）
- Rowdy Fellow（2014年）
- Express Raja（2016年）
- Eedo Rakam Aado Rakam（2016年）
- Lanka（2017年）
- サーホー（2019年）
- 銃弾と正義（英語版）（2024年）